# بی‌نهایت‌ضلعی
بی‌نهایت‌ضلعی (انگلیسی: Apeirogon ترانویسی از یونانی:ἄπειρος آپیروس، «بی‌کران» و γωνία گونیا، «زاویه») یک چندضلعی با بی‌نهایت ضلع قابل‌شمارش است.
بی‌نهایت‌ضلعی را می‌توان حد n-ضلعی دانست در زمانی که n به بی‌نهایت میل می‌کند.